# Лотянь
Лотя́нь (кит. упр. 罗田, пиньинь Luótián) — уезд городского округа Хуанган провинции Хубэй (КНР).

## История
Уезд Лотянь впервые был создан в 523 году, когда эти земли входили в состав империи Лян. Во времена империи Тан он был присоединён к уезду Ланьси. Во времена империи Сун в 1093 году уезд Лотянь был создан вновь. После монгольского завоевания он был присоединён к уезду Иншань, но в 1275 году создан в третий раз.
В 1949 году был образован Специальный район Хуанган (黄冈专区) и уезд вошёл в его состав. В 1952 году частей уездов Лотянь, Мачэн и Хуанган был образован уезд Бинбао (兵堡县), впоследствии переименованный в Шэнли (胜利县); в 1955 году он был расформирован. В 1970 году Специальный район Хуанган был переименован в Округ Хуанган (黄冈地区). В 1995 году округ Хуанган был преобразован в городской округ.

## Административное деление
Уезд делится на 10 посёлков и 2 волости.